# Língua javaé
Língua javaé é uma língua originária dos Javaés e falada por, aproximadamente, 1.510 indígenas, de 32 aldeias no sudeste do estado do Tocantins. Os Javaés são denominados Itya Mahãdu (povo do meio). A língua Javaé pertence ao tronco linguístico Macro-jê, integrando a família linguística karajá.

## Histórico
O povo indígena Javaé possuem uma cultura rica e ancestral. São conhecidos por sua organização social em clãs, sua habilidade em cerâmica, pesca e agricultura, além de sua forte conexão com a natureza e a preservação de suas tradições.
No contexto da comunicação entre os colonizadores e os povos indígenas do interior do Brasil, as línguas do tronco linguístico Macro-Jê eram desconhecidas pelos colonizadores. Isso levava à presença constante de intérpretes nas expedições em regiões distantes do litoral brasileiro, onde predominavam as línguas Tupi. No caso dos Javaés, em vários momentos, os contatos com não indígenas aconteceram através de um líder ou de alguém que falava a língua Karajá (ou ambos juntos).
O contato entre os colonizadores e os povos indígenas geralmente ocorria por meio de expedições exploratória. No contato com os Javaés, os colonizadores buscavam estabelecer relações comerciais, religiosas ou políticas com o grupo indígena. Nesses encontros, intérpretes que falavam a língua Karajá ou algum líder indígena que dominava o idioma atuavam como mediadores, facilitando a comunicação entre as partes. Essa mediação permitia a troca de informações, negociações e acordos entre os grupos envolvidos.

## Localização geográfica
Os falantes da língua Javaé estão localizados  no estado do Tocantins, Brasil, mais especificamente na Ilha do Bananal, região cercada pelo rio Araguaia e rio Javaés, e que está entre os estados do Tocantins, Pará e Mato Grosso na Amazônia Legal. Com cerca de 2.000.000 hectares, a região faz parte da ilha ocupada pelo Parque Nacional do Araguaia, na qual além do povo Javaé, estão os Karajá e Avá-Canoeiro.

## Situação sociolinguística
As línguas indígenas se diferenciam das línguas europeias e de outras línguas do mundo em sua fonética, fonologia, morfologia, sintaxe, léxico e categorias gramaticais refletindo, assim, um cruzamento entre os universos real e conceitual em sua semântica. Os Javaés, como muitas outras línguas indígenas, enfrentam desafios de preservação e revitalização cultural e linguística externa.
Os povos Inỹ/Javaé falam variações dialetais da língua Inỹribe, da família linguística Karajá e do Tronco Macro-Jê.

### Estrutura linguística
Estudos recentes indicam que, da mesma forma que entre os Karajás da Ilha do Bananal, a língua nativa é amplamente utilizada no dia a dia dos falantes Javaé.
Pertencente à família linguística Macro-Jê, ela integra o subgrupo Jê e se caracteriza como uma língua aglutinante, ou seja, a formação das palavras ocorre mediante a adição de afixos, prefixos e sufixos, com a finalidade de expressar diversos significados gramaticais. Além disso, a língua Javaé possui um conjunto de consoantes e vogais que são empregadas na construção de palavras e frases.
O grupo principal dentro da família Macro-Jê é a família -Jê, que inclui línguas faladas principalmente nas áreas de campos cerrados. Essas áreas se estendem do sul do Maranhão e do Pará, passando pelos estados de Goiás e Mato Grosso, até chegar aos campos no sul dos Estados de São Paulo, Paraná, Santa Catarina e Rio Grande do Sul. Isso contrasta com a distribuição geográfica da família Tupí-Guaraní, que está localizada em áreas de floresta tropical e subtropical.

### Fonologia, Fonética e Ortografia
As letras do alfabeto Inỹ são: a, b, d, e, h, i, j, k, l, m, n, o, r, s, t, u, w, x, y.
Quanto a forma de escrever palavras em Karajá,  geralmente se lê de maneira semelhante a pronúncia das letras correspondentes em português, com algumas exceções:
| Letra | Pronúncia |
| ----- | --- |
| J     | se pronuncia como /d / antes da letra /i/ como em "dia"                                                                        |
| K     | /k/ se pronuncia como /c/ antes da letra /a/                                                                                   |
| S     | se pronuncia com a lígua entre os dentes                                                                                       |
| R     | se pronuncia como /r / de “cara”, mesmo no princípio de palavras.                                                              |
| T     | se pronuncia com o ar entrando na boca, a língua ficando na mesma posição que o /d/.                                           |
| X     | é um som só, como /ch / na palavra “chá”.                                                                                      |
| À     | é um som neutro, que se forma no meio da boca.                                                                                 |
| Ò     | se pronuncia como /ó/ (aberto).                                                                                                |
| È     | se pronuncia como /é/ (aberto).                                                                                                |
| Y     | representa um som entre o /i/ e o /u/, que se pronuncia com a língua elevada no meio da boca e com os lábios não arredondados. |

As palavras Karajá são oxítonas, com exceção dos verbos que se acentuam na raiz.
Os Javaé utilizam tecnonímia  em vez de nomes pessoais ao se dirigirem aos parentes, tanto próximos quanto distantes. Por exemplo, eles usam a expressão "walana" para se referir ao tio materno, em vez de usar o nome pessoal do tio. Os vocábulos no dialeto Javaé têm uma acentuação oxítona como nas palavras Irasò (“Aruanã”) e tyky (“pele”, “roupa” ou “casca”).

#### Afixos verbais
Os afixos verbais desempenham um papel fundamental na língua Javaé. São elementos gramaticais que têm um impacto significativo na comunicação e na estrutura das frases nessa língua. Eles não apenas fornecem detalhes sobre o que está acontecendo, mas também auxiliam na formação de frases claras, permitindo que os falantes se comuniquem de maneira direta e transmitam informações de maneira simples.
| Afixos                                                 |      |
| ------------------------------------------------------ | ---- |
| Interrogativo                                          | aõbo |
| Partícula de interrogação                              | bo   |
| Indicador do agente                                    | du   |
| Pronome possessivo da 3ª pessoa, masculino ou feminino | I    |
| morfema de chamar                                      | kỹ   |
| continuativo                                           | myhỹ |
| nominalização e determinativo                          | na   |
| verbalizador                                           | ny   |
| sufixo de negação ou artigo indefinido                 | õ    |
| pronome de posse                                       | ta   |
| pronome possessivo da 1ª pessoa, masculino ou feminino | wa   |

Outras palavras e seus significados:
| Javaé    | Tradução/Português              |
| -------- | ------------------------------- |
| kyre     | "Metade," "pedaço"              |
| makèrè   | “vá embora”                     |
| manakèrè | “venha cá”                      |
| sõmõ     | “pequeno”, “menor"              |
| kijá     | "pequeno”                       |
| hikỹ     | “grande”, "maior"               |
| hokỹ     | “grande”                        |
| wii      | "bom”, “belo’, “boa” e “música” |

## Amostra de texto em Javaé

#### Canção Javaé
Versão de cântico de trocas cerimoniais entre Wèrè e Tòlòra ( povos espirituais do fundo dos rios). Traduzido por Ricardo Tèwaxi Javaé, professor e residente da aldeia Javaé Canoanã em outubro de 2007.
| Língua Javaé                        | Tradução literal por Tèwaxi              |
| ----------------------------------- | ---------------------------------------- |
| Iumỹ                                | Iumỹ                                     |
| Alabièhé rohonỹrerikeremỹ aalabièhè | Avós que saíram                          |
| Rohonỹmỹreakeremỹ                   | Avós que chegaram logo, saindo.          |
| Kiakireke wirahureri                | Saíram de dentro da casa.                |
| Hetowokireke rohonỹmỹ kiahe         | Casa abandonada, sentado.                |
| Runỹremỹ itxikiesỹ tyimỹ            | Logo você se levanta.                    |
| Teamỹ rerumỹtakỹle ritxienỹmỹ       | Cordão feito de embira para a sua perna. |
| Kiakõrikihemỹ tatyobỹ               | Quando levanta, se vê a embira no corpo. |
| Kiahe ritxienỹremỹ idiraremỹ        | Viveu.                                   |
| Tõõ                                 | Tõõ                                      |
| Waixi kihe aõhebo tutatemỹ          | Porque você era irmão mais novo.         |
| Tami rarybereri inỹ sèdu            | Eu falo para ele.                        |
| Hãwa kireke                         | Gente, nossa mãe na aldeia               |
| Wèrè riore wana wideboromỹ he       | Filha de Wèrè com o filho dele           |
| Runỹremỹ kiaki hàri raremỹ          | Que ficou aí.                            |
| Kiaki kiè hàri raremỹ               | Tinha pajé, pajé existe.                 |